# Trollfotblomfluga
Trollfotblomfluga (Platycheirus urakawensis) är en tvåvingeart som först beskrevs av Matsumura 1919.  Trollfotblomfluga ingår i släktet fotblomflugor, och familjen blomflugor. Arten är reproducerande i Sverige. Inga underarter finns listade i Catalogue of Life.